# Marocco ai Giochi della XXIII Olimpiade
Il Marocco partecipò ai Giochi della XXIII Olimpiade, svoltisi a Los Angeles, Stati Uniti, dal 28 luglio al 12 agosto 1984, con una delegazione di 34 atleti impegnati in sei discipline.

## Medaglie
| Medaglia | Atleta              | Sport            | Evento                   |
| -------- | ------------------- | ---------------- | ------------------------ |
| Oro      | Saïd Aouita         | Atletica leggera | 5000 m maschili          |
| Oro      | Nawal El Moutawakel | Atletica leggera | 400 m ostacoli femminili |